# Henri Dabot
Henri Dabot, né à Péronne (Somme) le 24 mai 1831 et mort à Paris le 22 novembre 1907 (à 76 ans), est un témoin de la Commune de Paris. 

## Sous le Second Empire
Henri Dabot est avocat à la Cour d’appel de Paris. Ses opinions politiques sont très libérales, le classant dans le catholicisme social.

## La Commune et la République
Pendant le siège de Paris (septembre 1870 - mars 1871), il s'engage dans la Garde Nationale et dirige les Fédérés de son quartier du boulevard Saint-Michel. Il décrit dans son Journal, les  acteurs de la Commune, comme l'écrivain Maurice Joly, le ministre de la Justice Eugène Protot ou l'avocat Adolphe Crémieux. Son témoignage sur le bombardement des Versaillais contre Paris mais aussi les excès des Communards contre le clergé, apporte  un éclairage nouveau sur cette période de l'histoire. 
Il est enterré au cimetière du Père-Lachaise (8e division) au côté de son petit-fils, le caporal Henri Dabot, décédé d'un accident d'avion en juin 1918 et de son gendre, Anatole Perrault-Dabot (1853 - 1936), inspecteur général adjoint à l’Inspection générale des Monuments historiques, auteur en 1909 du livre Les Cathédrales de France.

### Sources
- Dabot Henri, Lettres d'un lycéen et d'un étudiant, 1847-1854, Imprimerie Quentin, 1893
- Dabot Henri, Griffonnages d'un bourgeois du quartier latin, 1869-1871, Imprimerie Quentin, 1895
- Dabot Henri, Calendrier d'un bourgeois du quartier latin, 1872-1888, Imprimerie Quentin, 1903
- Dabot Henri, Calendrier d'un bourgeois du quartier latin, 1888-1900, Imprimerie Quentin, 1905